# Харингтон, Роберт, 3-й барон Харингтон
Роберт Харингтон (англ. Robert Harington; незадолго до 28 марта 1356 — 21 мая 1406) — английский аристократ, 3-й барон Харингтон с 1363 года.

## Биография
Роберт Харингтон принадлежал к рыцарскому роду, представители которого владели землями в северных графствах Англии — в Ланкашире, Уэстморленде, Камберленде. Он родился в 1356 году в семье первого барона Харингтона) и его жены (предположительно Джоан Бирмингем). В 1363 году Роберт унаследовал семейные владения и баронский титул. Поскольку ему было тогда всего семь лет, король Эдуард III взял Харингтона под свою опеку, а потом передал на попечение своей дочери Изабелле. Джон достиг совершеннолетия в 1377 году. В день коронации Ричарда II он был посвящён в рыцари.
Барон был дважды женат — на Элис Грейсток, дочери Уильяма Грейстока, 2-го барона Грейстока, и Джейн Фицхью, и на Изабель Лоринг, дочери сэра Нила Лоринга и Маргарет де Бопель, вдове Уильяма Когана. Первый брак остался бездетным, во втором родились сыновья Джон, ставший четвёртым бароном Харингтон, и Уильям, ставший пятым бароном.